# آرثر أيكين
آرثر أيكين (بالإنجليزية: Arthur Aikin)‏ ـ (19 مايو 1773 ـ 15 أبريل 1854) هو كيميائي وعالم معادن وكاتب علمي إنجليزي. شارك أيكين في تأسيس جمعية لندن الجيولوجية سنة 1807، وكان سكرتيرًا شرفيًا لها في الفترة من 1812 إلى 1817، كما كان من الأعضاء المؤسسين للجمعية الكيميائية (التي تُعرف حاليًا بالجمعية الملكية للكيمياء)، وقد تولى في بادئ الأمر أمانة صندوقها سنة 1841، ثم صار لاحقًا ثاني رئيس لها في الفترة من 1843 إلى 1845.
لم يتزوج أيكين قط، وتوفي في هوكستون بالعاصمة البريطانية لندن سنة 1854.